# Tachigrafia
La tachigrafia (dal greco ταχύ «celere, rapido» + γραφή «grafia») è generalmente l'arte dello scrivere in modo rapido mediante abbreviazioni e segni convenzionali.
Già in epoca romana e poi medievale, indicava la scrittura stenografica basata su abbreviazioni e altri simboli (come le note tironiane), propriamente detti segni tachigrafici.
Durante la prima epoca delle comunicazioni telematiche e, in particolare, l'uso della scrittura tachigrafica era rilevante, quando non fondamentale, per questioni di capacità tecnologiche. Le abbreviazioni permettevano infatti, in presenza di tecnologie poco avanzate, specialmente per quanto riguarda la larghezza di banda, un risparmio di dati, con conseguente risparmio economico. Questa usanza, con l'avvento della diffusione di massa di queste tecnologie, avvenuta negli anni novanta e duemila, allargò l'uso della scrittura tachigrafica, riservata sino a quel momento agli ambienti più tecnicici, a un uso comune: in particolare, le dimensioni ridotte dei primi  SMS, limitati a 160 caratteri, rendevano questo stile di scrittura molto conveniente agli utenti. L'usanza è diventata un vezzo gergale, riproposta in canzoni popolari e, nonostante l'avanzare delle tecnologie abbia reso irrilevante il costo delle comunicazioni testuali, la scrittura tachigrafica è rimasta nel linguaggio informale.

## Lingua inglese
La lingua inglese si presta molto all'uso di forme tachigrafiche, in quanto la pronuncia si differenzia spesso dalla forma scritta, fino ad avere lettere che possono ripropporre parole, come ad esempio:
- C = see (vedere)
- R = are (declinazione del verbo essere)
- U = you (seconda persona, tu, ti)
- X = Christ (Cristo)
- L8 = Late (tardi)

Altre forme troncano lettere non pronunciate come, ad esempio:
- Nite = night (notte)
- Thru = trough (attraverso)

## Lingua italiana
La lingua italiana, sebbene meno prona a tali forme ha visto diverse forme abbreviative. Le più comuni sono l'uso della lettera K per indicare le occlusive velari sorde "ch" e "q"; un'altra sostituzione comune è l'uso della x al posto della particella "per", prestito dal linguaggio matematico.